# Macynia mcgregororum
Macynia mcgregororum – gatunek straszyka z rodziny Bacillidae i podrodziny Macyniinae. Endemit Południowej Afryki.
Gatunek ten został opisany w 2006 roku przez Paula D. Brocka na podstawie osobników odłowionych w 2005 roku. Miejscem typowym są gorące źródła „The Baths” w pobliżu Citrusdal. Epitet gatunkowy nadano na cześć rodziny McGregorów, która od ponad wieku jest właścicielem tego terenu.
Straszyk o wydłużonym ciele (patyczak). Samce (n=6) osiągają od 57 do 64 mm, a samice od 73 do 84 mm długości ciała. Ubarwienie samca jest żółtawozielone z żółtym spodem ciała, rudobrązowymi czułkami i przysadkami, zielonymi odnóżami (z wyjątkiem ciemnobrązowych wierzchołków ud), białawobrązowym tłem głowy, brązowymi oczami i czarnymi przepaskami biegnącymi od brzegów oczu po tył głowy. Ubarwienie samicy jest zielone z rudobrązowymi czułkami i przysadkami, białawymi seriami wzgórków na tułowiu i odwłoku, zielonymi odnóżami (z wyjątkiem ciemnobrązowych wierzchołków ud), brązowymi oczami i brązowymi przepaskami biegnącymi od brzegów oczu po tył głowy. Czułki samca buduje 20 członów, a ich długość wynosi od 12 do 17 mm. U samicy czułki buduje 19 lub 20 członów, a ich długość wynosi od 10 do 14 mm. U samca czułki są nieco dłuższe, a u samicy nieco krótsze od połowy przednich ud. Oskórek tułowia i odwłoka ma rozproszone ziarenka. Przedplecze jest krótsze od głowy i pośrodku wcięte. Śródplecze jest dłuższe od zaplecza i mniej niż pięciokrotnie dłuższe od przedplecza. Skrzydeł obu par brak zupełnie. Płytka subgenitalna samca sięga końca dziewiątego segmentu odwłoka i ma wcięcie na wierzchołku. Segment dziesiąty (analny) odwłoka samca jest tak szeroki jak dziewiąty, rozszerzony ku szczytowi i tam prawie ścięty z wycięciem pośrodku. Przysadki odwłokowe są na wierzchołkach zaokrąglone, u samca są długości od 3 do 3,5 mm i zakrzywione, a u samicy proste, smukłe, długości od 1,5 do 2 mm. Samicę cechuje ostro zwężone ku spiczastemu szczytowi operculum, sięgające nieco za koniec dziesiątego segmentu odwłoka, który to jest u samicy dłuższy od dziewiątego.
Naturalna roślina żywicielska tego patyczaka nie została oznaczona. W hodowli przyjmuje liście jeżyny krzewiastej, eukaliptusa Gunna i dziurawców. Owad ten dobrze kamufluje się na roślinach. W razie zaniepokojenia może opadać na ziemię lub wydzielać drażniący płyn przez otwór gębowy.
Jaja są owalne, długości 2,7 mm, szerokości 1,8 mm i wysokości 2 mm. Barwę mają oliwkową z nieco tylko jaśniejszym paskiem otaczającym długą, wąską, sięgającą przedniej krawędzi jaja płytkę mikropylową. Capitulum jaja ma jasnobrązowy kolor, krótką szypułkę i kilka rozchodzących się pasemek, przypominający płatki kwiatu.
Owad afrotropikalny, endemiczny dla Południowej Afryki. Znany tylko z niewielkiego obszaru w pobliżu Citrusdal w Prowincji Przylądkowej Zachodniej.